# Albert Fraenkel
Albert Fraenkel (ur. 3 czerwca 1864 w Mußbach an der Weinstraße, zm. 22 grudnia 1938 w Heidelbergu) – niemiecki lekarz. Jako pierwszy wskazał na Streptococcus pneumoniae jako przyczynę bakteryjnego zapalenia płuc i zalecał ouabainę w leczeniu niewydolności serca. Nagrodę Alberta Fraenkla (Albert Fraenkel Plakette) przyznaje się niemieckojęzycznym kardiologom w uznaniu zasług na tym polu.

## Życiorys
Był synem żydowskiego sprzedawcy. Studiował medycynę w Monachium i Strasburgu. Początkowo zajmował się głównie interną i położnictwem, ale po zachorowaniu na gruźlicę zainteresował się chorobami płuc. Założył sanatorium gruźlicze Badenweiler w Schwarzwaldzie. W 1933 roku z powodu antysemickich prześladowań stracił pracę; w 1938 unieważniono jego prawo do wykonywania zawodu lekarza. Zmarł trzy miesiące później.